# Соціал-демократична партія (Україна)
Соціа́л-демократи́чна па́ртія (до 29.08.2016 Партія простих людей Сергія Капліна) — політична партія створена народним депутатом Сергієм Капліним 27 січня 2015 року, Код ЄДРПОУ — 39651865. Ідеологія — соціал-демократія, у серпні 2016-го перейменована на Соціал-демократичну партію.

## Історія створення

### Партія простих людей
27 січня 2015 року зареєстровано «Партію простих людей». 19 червня партія провела з'їзд у Києві, її керівником став нардеп-мажоритарник від БПП Сергій Каплін, а сама партія перейменовується в Партію простих людей Сергія Капліна. 22 червня того ж року подано документи на перереєстрацію

### Соціал-демократична партія (СДП)
У серпні 2016 році партію переменовано на Соціал-демократичну партію (СДП). Вона веде співпрацю з Федерацією профспілок України.

## Виборчий процес
У жовтні 2015 році партія взяла участь у виборах до місцевих рад. Найбільші фракції утворилися в міській та обласних радах Полтави, районних радах міста. Загалом на Полтавщині партія отримала своїх депутатів майже в усіх міських та районних радах. Перемогу отримала в Великоновосілківській райраді на Донеччині. Представники партії отримали мандати на Миколаївщині, Київщині, Черкащині, Львівщині, Одеській, Донецькій, Луганській областях.
2016 — партія висунула кандидата по одномандатному мажоритарному Округу № 151 на Полтавщині. Сергій Мамоян отримав 4 місце з рейтингом в 12 %. Партія не визнала вибори по 151 ВО, посилаючись на фальсифікації з боку ВО «Батьківщина».

## Діяльність та політика

### Рада лідерів профспілок при СДП
Сергій Каплін з ФПУ ініціював створення Ради лідерів профспілок, до якої увійдуть керівники профспілкових галузевих об'єднань та очільники організацій на фабриках і заводах. Цей орган спрямований на проведення експертизи рішень Уряду та Парламенту та розробку ініціатив для соціального та трудового законодавства.

### Угода між Урядом, профспілками та роботодавцями
СДП з ФПУ також домоглася підписання Генеральної угоди між профспілками, Кабміном та об'єднаннями роботодавців України. Генеральна угода фіксує домовленості між сторонами соціального партнерства, та регулює основні аспекти соціально-трудових відносин.